# Lepus townsendii
Заєць прерійний або заєць білохвостий (лат. Lepus townsendii) — вид ссавців ряду Зайцеподібні.

## Поширення
Країни проживання: Канада (Альберта, Британська Колумбія, Манітоба, Онтаріо, Саскачеван), США (Каліфорнія, Колорадо, Айдахо, Іллінойс, Айова, Канзас, Міннесота, Міссурі, Монтана, Небраска, Невада, Нью-Мексико, Північна Дакота, Орегон, Південна Дакота, Юта, Вашингтон, Вісконсин). Цей вид був записаний на висоті 4319 м на горі Брос, штат Колорадо. Його нижня межа записана як 30 м на колумбійській рівнині. Основне середовище проживання Lepus townsendii це відкритий степ і рівнини.

## Поведінка
Це нічний одинак. Дієта цього виду — переважно трави та різнотрав'я, чагарники взимку. Протягом дня ховається в земляних норах або густій рослинності. Щоб швидко втекти від хижаків створює тропи в снігу і тунелі під снігом. Досягає швидкості до 55 км/год. Період вагітності в середньому 42 днів, розмір приплоду від 1 до 11, в середньому чотири-п'ять і залежить від середовища проживання. Годування молоком триває місяць. У Lepus townsendii є багато природних ворогів, таких як лисиця руда, койот і хижі птахи. Люди також полює на них за їх хутро і м'ясо або спортивних причин

## Морфологічні ознаки
Загальна довжина становить 56,5 — 65,5 см.